# RMCP
Het Revolutionaire Militaire Comité van Petrograd (RMCP) (Russisch: Военно-революционный комитет Петроградского) vormde kortdurend de gewapende arm van de dictatuur van het proletariaat, opgericht voorafgaand aan de bolsjewistische staatsgreep op 25 oktober 1917 om de operaties ter plaatse te leiden. Het was de voorloper van de niet lang daarna opgerichte Tsjeka.
Het functioneerde als `een lichte soepele structuur, onmiddellijk operationeel, zonder pietluttig formalisme en zonder enige handelingsbeperking´ (citaat Feliks Dzerzjinski).
Opgericht door de `regering van de Sovjets´ voorafgaand aan de machtsgreep bestond het uit een zestigtal leden waaronder 48 bolsjewieken en enkele linkse socialisten-revolutionairen en anarchisten, formeel onder de leiding van haar 'president' Lazimir, een linkse socialist-revolutionair, geflankeerd door vier bolsjewieken onder wie Antonov-Onsejenko en Dzerzjinski.
In werkelijkheid schreven en ondertekenden zo'n 20 personen uit naam van de 'president' of 'secretaris' zo'n 6000 orders die gedurende de 53 dagen van haar bestaan werden uitgeschreven en deze werden verwerkt en uitgevoerd door een netwerk van bijna duizend commissarissen die werden aangesteld bij de meest uiteenlopende organisaties, militaire, sovjets, wijkcomités, besturen etc. Deze commissarissen waren alleen verantwoording schuldig aan de RMCP en niet aan bestuur, regering of Centraal Comité.
Op 26 oktober nam een groep anoniem gebleven RMCP-commissarissen het besluit om 'de dictatuur van het proletariaat' te vestigen met als consequentie de volgende maatregelen: verbod op 'contra-revolutionaire pamfletten', sluiting van de zeven belangrijkste 'burgerlijke' en 'gematigd socialistische' kranten, controle over radio en telegraafdiensten, rekwisitie van woningen en privé-auto's. Deze besluiten werden twee dagen later door een regeringsbesluit gelegitimeerd en een week later door het Centraal Comité.
Op 29 oktober 1917 werd op een bijeenkomst van de RMCP de term `vijanden van het volk´ geïntroduceerd en er werd benadrukt dat men hiertegen energieker de strijd moest aanbinden. Op 13 november werd door de RMCP aangekondigd "dat de namen van alle personen en categorieën die als 'Vijand van het volk' worden aangemerkt zullen worden gepubliceerd in alle kranten en de lijsten met de namen van deze vijanden van het volk zullen op alle openbare plaatsen worden opgehangen". Hetgeen niets minder dan een vogelvrijverklaring inhield ('proscriptie'). Op 28 november institutionaliseerde de Sovjet-regering dit begrip en in een door Lenin getekende resolutie werd vastgelegd dat "alle `vijanden van het volk´, waaronder ook alle leidinggevenden van alle constitutioneel democratische partijen vallen, buiten de wet zijn geplaatst en onmiddellijk kunnen worden aangehouden en voorgeleid voor de revolutionaire tribunalen". Deze rekenden 'definitief' af met dergelijke klassenvijanden.